# إذخسال (أمهروق)
إذخسال هو دُوَّار يقع بجماعة لهري، إقليم خنيفرة، جهة بني ملال خنيفرة في المملكة المغربية. ينتمي الدوّار لمشيخة أمهروق التي تضم 11 دوار. يقدر عدد سكانه بـ 175 نسمة حسب الإحصاء الرسمي للسكان والسكنى لسنة 2004.

## روابط خارجية
- البوابة الوطنية للجماعات الترابية
- المندوبية السامية للتخطيط